# Banda (Madhya Pradesh)
Banda è una suddivisione dell'India, classificata come nagar panchayat, di 26.178 abitanti, situata nel distretto di Sagar, nello stato federato del Madhya Pradesh. In base al numero di abitanti la città rientra nella classe III (da 20.000 a 49.999 persone).

## Geografia fisica
La città è situata a 24° 3' 0 N e 78° 57' 0 E e ha un'altitudine di 501 m s.l.m..

## Società

### Evoluzione demografica
Al censimento del 2001 la popolazione di Banda assommava a 26.178 persone, delle quali 13.773 maschi e 12.405 femmine. I bambini di età inferiore o uguale ai sei anni assommavano a 4.274, dei quali 2.210 maschi e 2.064 femmine. Infine, coloro che erano in grado di saper almeno leggere e scrivere erano 17.743, dei quali 10.470 maschi e 7.273 femmine.